# Antonio Barone
Antonio Barone (Napoli, 29 settembre 1939 – Napoli, 4 dicembre 2011) è stato un fisico italiano.
Professore emerito dell’Università degli Studi di Napoli Federico II e Direttore dell’Istituto di Cibernetica del Consiglio Nazionale delle Ricerche di Arco Felice (Napoli), è conosciuto in particolare per il suo contributo alla superconduttività e all'effetto Josephson.

## Vita professionale
Antonio Barone nasce a Napoli nel 1939. Da bambino si distingue per il suo talento musicale come pianista ed ha una breve ma importante esperienza di attore bambino che lo vede co-protagonista con Enzo Cerusico del film I due derelitti (1951). Preferisce tuttavia concentrarsi negli studi. Frequenta la Facoltà di Fisica dell'Università degli Studi “Federico II” di Napoli. Dopo la laurea (1967), è entrato a far parte del Consiglio Nazionale delle Ricerche (C.N.R.) presso il Laboratorio di Cibernetica di Arco Felice, Napoli (1968). Nel 1977, è stato nominato Direttore dell'Istituto di Cibernetica ed ha mantenuto questo incarico fino al 1991. Nel 1987 è divenuto titolare della Cattedra di Struttura della Materia presso la Facoltà di Ingegneria dell'Università degli Studi “Federico II” di Napoli, dove si è trasferito definitivamente nel 1992. In pensione nel 2009, è stato nominato Professore Emerito nel 2011. Antonio Barone è stato anche membro del Consiglio dei Delegati della Material Research Society e della European Physical Society.

## Il lavoro sulla superconduttività e sull’effetto Josephson
L'attività di ricerca iniziale di Antonio Barone si è rivolta al campo della fisica nucleare e dei rivelatori di radiazione. In quegli anni i progressi nel campo dei superconduttori hanno stimolato nuovi approcci per la rivelazione di radiazione. Questa è stata la motivazione che ha spinto Barone verso la superconduttività e l’effetto Josephson. Nel 1968, la nascita del Laboratorio Cibernetica gli ha offerto la possibilità di lavorare in questo campo in un progetto congiunto USA-Italia. Successivamente, nel 1971, ha lavorato presso l'Università del Wisconsin a Madison, dove ha preso parte agli studi pionieristici sull’effetto Josephson.
L'attività di ricerca sulle giunzioni Josephson ha aperto la strada ad una molteplicità di altri temi scientifici particolarmente stimolanti, in cui Barone è stato coinvolto a fondo. Tra questi si possono annoverare gli studi per un uso delle giunzioni Josephson come neuristori, la propagazione di solitoni in giunzioni Josephson “lunghe”, i fenomeni di fluttuazioni, le giunzioni fotosensibili e l’effetto prossimità, lo sviluppo di dispositivi superconduttori innovativi.
Barone è stato co-autore del famoso volume "Fisica e applicazioni del effetto Josephson" (scritto in collaborazione con Gianfranco Paternò), che è diventato rapidamente il testo di riferimento della comunità scientifica internazionale per l'effetto Josephson, come documentato dalle migliaia di citazioni ricevute. Il libro è stato tradotto in russo, giapponese e cinese.
Nel 1983, Barone è stato insignito dall'Accademia russa delle scienze di Mosca (Russia) del più alto titolo accademico di "Dottore in scienze fisico-matematiche", e più tardi del Premio Kapitza. È stato il primo scienziato di un paese occidentale a ricevere questi prestigiosi riconoscimenti.
Dopo la scoperta dei superconduttori ad alta temperatura critica Barone ha dato contributi significativi anche in questo campo, riportando sin dal giugno 1987 al convegno di Berkeley risultati originali sugli “archetipi” di giunzioni Josephson ad alta temperatura critica. Di grande impatto sono stati i suoi studi sulla superconduttività non convenzionale, sviluppata in un primo momento per i superconduttori ad onda p (p-wave), ma rivelatasi molto stimolanti per i compositi and alta temperatura critica ad onda d (d-wave), e più tardi in generale per la fisica delle giunzioni Josephson and alta temperatura critica.
I fenomeni quantistici macroscopici e i rivelatori di particelle sono le parole chiave ed i temi a cui ricondurre i più significativi contributi di Barone e dei suoi collaboratori, lungo gli oltre 40 anni di attività di ricerca scientifica.
Le tematiche affrontate hanno spaziato dai fondamenti del tunnel quantistico macroscopico alla penetrazione di barriera in campo non stazionario, che proiettano verso una visione più ampia dei fenomeni quantistici macroscopici in sistemi non convenzionali.
Nel dicembre del 2001, in occasione delle celebrazioni per il Centenario del Premio Nobel, la Fondazione Nobel ha invitato Antonio Barone a Göteborg e Stoccolma in qualità di relatore al "Simposio Nobel per la Fisica" per tenere la lecture sull’effetto Josephson.
Con l'aumento della sua statura scientifica è cresciuta a Napoli intorno alla sua figura una comunità scientifica composta da oltre 80 scienziati (uno dei più grandi concentramenti di ricercatori d’Europa), che ha dato vita alla "Scuola di Superconduttività” di Barone. Questa scuola ha visto, tra l’altro, oltre 200 persone laurearsi sotto la sua supervisione. Questa comunità è oggi presente in tre Università ed in due Istituti del CNR della Campania, ed è ancora attiva in diverse direzioni della scienza dei materiali e della fisica dei dispositivi, ben oltre dunque le frontiere della superconduttività.
Per onorarne la memoria, nel 2014 il Dipartimento di Fisica Ettore Pancini dell'Università Federico II di Napoli ha creato le "Antonio Barone Lectures" tenute per il grande pubblico dai maggiori fisici di questo secolo. Fino ad oggi (novembre 2019) sono stati Antonio Barone Lecturers: Sir Anthony Leggett, T. Kajita, P. Benvenuti,  G. T'Hooft, F. Giannotti, A. Mac Donald, D. Estéve.